# В золотой клетке (фильм)
«В золотой клетке» (1918) — художественный немой фильм Чеслава Сабинского. Вышел на экраны 23 июля 1918 года.
Другое название — «Золотая клетка». Фильм не сохранился.

## Сюжет
История девушки, вышедшей замуж за богатого человека ради обеспечения брата.
Брат героини фильма испытывает финансовые трудности. Чтобы помочь ему, она решает выйти замуж за богатого человека. Женщина несчастлива в браке. Она страдает, что живёт, как «золотой клетке», в богатстве, но лишённая свободы.

## В ролях
| Актёр           | Роль                      |
| --------------- | ------------------------- |
| Иван Худолеев   | немолодой богатый человек |
| Вера Холодная   | его жена                  |
| Осип Рунич      | брат жены                 |
| Владимир Кванин |                           |

## Критика
Рецензент «Кино-бюллетеня» дал следующее заключение о фильме: «Замысел пьесы не отличается глубиной… Действие развивается запутанно и нелогично; постановка и игра удачны».